# 塞古拉德拉谢拉
塞古拉德拉谢拉，是西班牙安达卢西亚自治区哈恩省的一个市镇。总面积225平方公里，总人口2183人（2001年），人口密度10人/平方公里。